# Majarisco
El majarisco es un plato típico de la gastronomía del Perú, específicamente de la región de Tumbes. Es un plato similar al majado, pero se le añaden otros ingredientes.

## Descripción
El majarisco, cuyo nombre proviene de la fusión de majado y marisco, es un plato que se elabora con yuca o plátanos verdes, que se fríen y luego se majan, a lo que se le añade caracoles, conchas negras, y un aderezo a base de ají, culantro y chicha de jora. Se acompaña con salsa criolla, chifles y cancha serrana. En ocasiones especiales, también se le agregan langostinos, calamares, mero y huevera de pescado.